# Christian Ryltenius
Christian Ryltenius, född 11 september 1964 i Limhamns församling i Malmö, är en svensk animatör och filmregissör.
Efter att ha studerat animation vid Sheridan College i Kanada anlitades Rytelius av Pennfilm Studio, där han bland annat var inblandad i produktionen av Resan till Melonia, Alfons Åberg och Lennart Hellsings ABC.
Under 1990-talet arbetade han för den internationella marknaden, på produktioner som Space Jam och Det magiska svärdet – Kampen om Camelot.
2004 grundade Ryltenius och Michael Ekblad den svensk animationsstudion Sluggerfilm, och Ryltenius har härigenom producerat och regisserat ett flertal svenska tecknade filmer, inklusive Bamse och tjuvstaden och dess uppföljare, Pelle Svanslös, och Mamma Mu hittar hem och dess uppföljare.
På Guldbaggegalan 2020 tilldelades Christian Ryltenius Gullspira.